# Bejun Mehta
Bejun Mehta (ur. 29 czerwca, 1968 w Laurinburgu) – amerykański kontratenor.
Pochodzi z rodziny o tradycjach muzycznych, jest spokrewniony ze sławnym dyrygentem Zubinem Mehtą. Jako że dość długo mógł śpiewać dyszkantem (w wieku 15 lat nagrał płytę z utworami sopranowymi: Bejun (Delos DCD 3019, CD) 1983), rozwinął umiejętności wokalne pozwalające mu na wykonywanie bardzo trudnych utworów, sporadycznie wykonywanych przez artystów dziecięcych i młodzieżowych.